# 펠렝잎코박쥐
펠렝잎코박쥐(Hipposideros pelingensis)는 잎코박쥐과에 속하는 박쥐의 일종이다. 술라웨시섬과 인도네시아 인근 섬의 토찻종이다. 마루스 국립공원과 람부 산고 국립 보전 지구에서 발견된 기록이 있다.

## 서식지 및 생태
카르스트 지형과 동굴 속에서 백 마리부터 수천 마리까지 크게 무리를 지어 생활한다.

## 멸종 위협
IUCN 적색 목록은 펠렝잎코박쥐를 "취약근접종"으로 분류한다. 시멘트 회사의 석회암 추출 때문에 박쥐의 보금자리가 감소하고 있다.